# Eparchia ardatowska
Eparchia ardatowska – jedna z eparchii Rosyjskiego Kościoła Prawosławnego z siedzibą w Ardatowie. Erygowana decyzją Świętego Synodu Rosyjskiego Kościoła Prawosławnego z 27 lipca 2011, poprzez wydzielenie z eparchii sarańskiej i mordowskiej.
Od października 2011 należy do metropolii mordowskiej.

## Biskupi ardatowscy
- Beniamin (Kiriłłow)[2]
- Melecjusz (Kisniaszkin), od 2024[3]